# 射精管

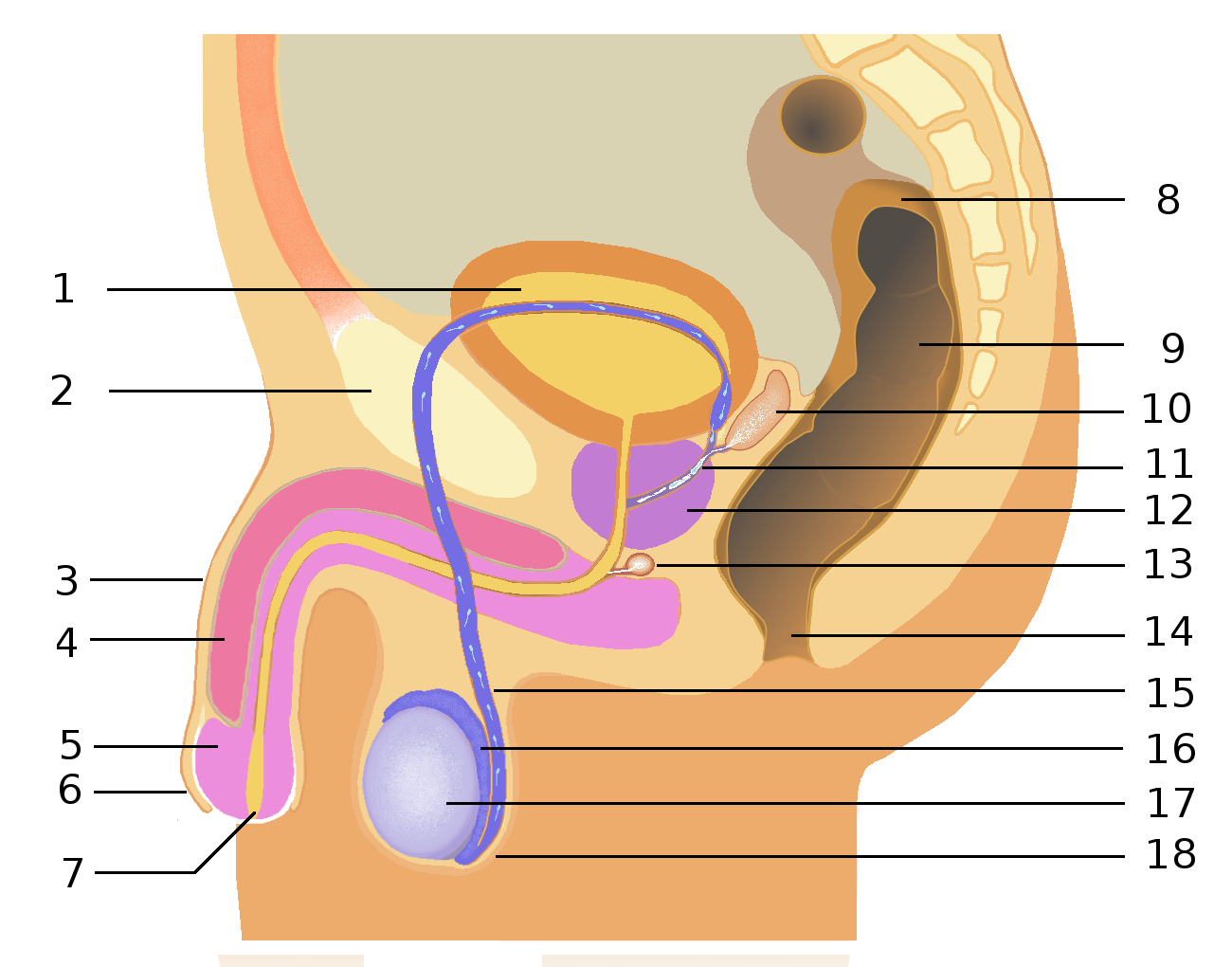
男性生殖器解剖図 1.膀胱 2.恥骨 3.陰茎 4.陰茎海綿体 5.亀頭 6.包皮 7.尿道口 8.S状結腸 9.直腸 10.精嚢 11.射精管 12.前立腺 13.尿道球腺 14.肛門 15.精管 16.精巣上体 17.精巣 18.陰嚢

射精管（しゃせいかん、英: Ejaculatory duct）は、射精時に精液の通過する管。前立腺の後ろ側で精管膨大部と精嚢が合流し、射精管となる。射精管は前立腺の内部を貫き、前立腺内壁にある精丘と呼ばれる部分の両脇に開口して尿道へ注いでいる。射精時には精管膨大部から放出された精子と精嚢から放出された精嚢液の混合物が通過する。